# Alberto Da Rin
Alberto Da Rin (Cortina d'Ampezzo, 11 dicembre 1939) è un ex hockeista su ghiaccio italiano giocatore della Sportivi Ghiaccio Cortina.

## Biografia
Figlio di un generale degli alpini proprietario dell'Hotel Italia di Cortina d'Ampezzo, Alberto inizia a giocare a hockey su ghiaccio da giovanissimo, seguendo le orme dei fratelli Gianfranco, Luigino e Arturo Da Rin, quest'ultimo alpino della brigata Julia disperso sul fronte russo durante la seconda guerra mondiale.
Alberto è stato uno dei migliori attaccanti italiani di hockey su ghiaccio.
Abbandonato l'hockey gestirà con i fratelli l'albergo di famiglia fino al pensionamento.

## Carriera sportiva

### Nazionale
Alberto esordisce con la maglia della nazionale nel 1959, all'età di 19 anni, quando prese parte al suo primo mondiale disputato in Cecoslovacchia. In totale Alberto disputerà dodici campionati mondiali di hockey su ghiaccio e nel 1964 con il fratello Gianfranco prenderà parte ai IX Giochi olimpici invernali disputati a Innsbruck.
Il miglior risultato dell'atleta è stato proprio il suo mondiale d'esordio, campionato in cui l'Italia si piazzò al decimo posto.
Nel 1975 indosserà l'ultima volta la divisa nazionale come giocatore.
Presenze in nazionale:
- 1959:Campionato mondiale di hockey su ghiaccio di Cecoslovacchia 10º posto
- 1961:Campionato mondiale di hockey su ghiaccio di Ginevra e Losanna, Svizzera 12º posto
- 1964:IX Giochi olimpici invernali di Innsbruck, Austria 15º posto
- 1966:Campionato mondiale di hockey su ghiaccio di Jesenice, Jugoslavia 17º posto
- 1967:Campionato mondiale di hockey su ghiaccio di Vienna, Austria 13º posto
- 1969:Campionato mondiale di hockey su ghiaccio di Lubiana, Jugoslavia 14º posto
- 1970:Campionato mondiale di hockey su ghiaccio di Galați, Romania 16º posto
- 1971:Campionato mondiale di hockey su ghiaccio di Ginevra, Berna, Lyss e La Chaux-de-Fonds, Svizzera 14º posto
- 1972:Campionato mondiale di hockey su ghiaccio di Miercurea Ciuc, Romania 15º posto
- 1973:Campionato mondiale di hockey su ghiaccio di Graz, Austria 14º posto
- 1974:Campionato mondiale di hockey su ghiaccio di Grenoble, Lione e Gap, Francia 16º posto
- 1975:Campionato mondiale di hockey su ghiaccio di Sapporo, Giappone 13º posto, Alberto gioca con due costole incrinate

### Carriera da allenatore
Nel 1979 si ritira dall'agonismo e diventa allenatore della nazionale italiana di hockey su ghiaccio, carica che ricopre fino alle Olimpiadi di Albertville nel 1992.

### Campionato italiano
Da Rin milita tutta la carriera nella Sportivi Ghiaccio Cortina, società con cui vincerà 14 campionati italiani.
Ufficialmente si ritira dall'agonismo nel 1979, anche se nel 1985 prende parte alle fasi finali del campionato italiano di hockey su ghiaccio con la Sportivi Ghiaccio Cortina segnando gli ultimi goal della sua carriera da giocatore a 46 anni.
Medaglie ai campionati italiani di hockey su ghiaccio:
- Medaglia d'oro: 14 (1957, 1959, 1961, 1962, 1964, 1965, 1966, 1967, 1968, 1970, 1971, 1972, 1974, 1975)
- Medaglia d'argento: 4 (1958, 1963, 1969, 1973)
- Medaglia di bronzo: 3 (1960, 1976, 1978)